# Les Chagrins de Satan

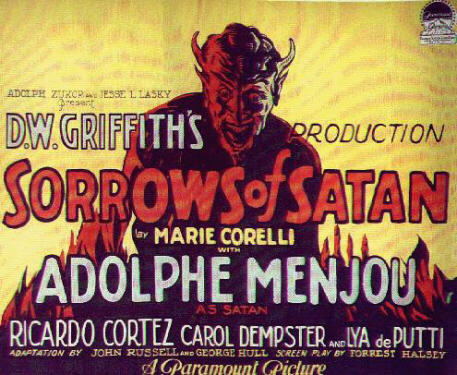
Les Chagrins de Satan

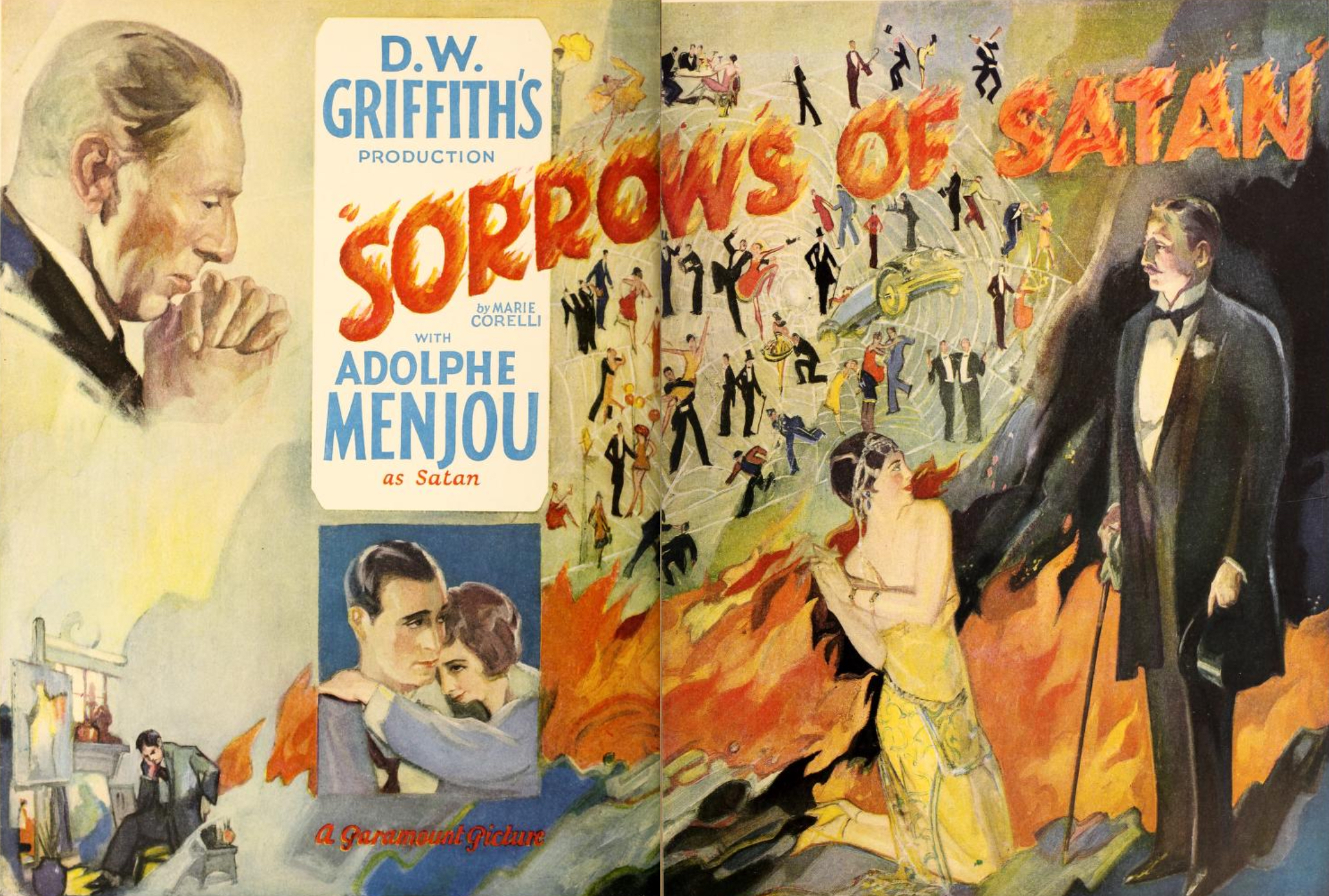
Annonce du film dans Motion Picture News.

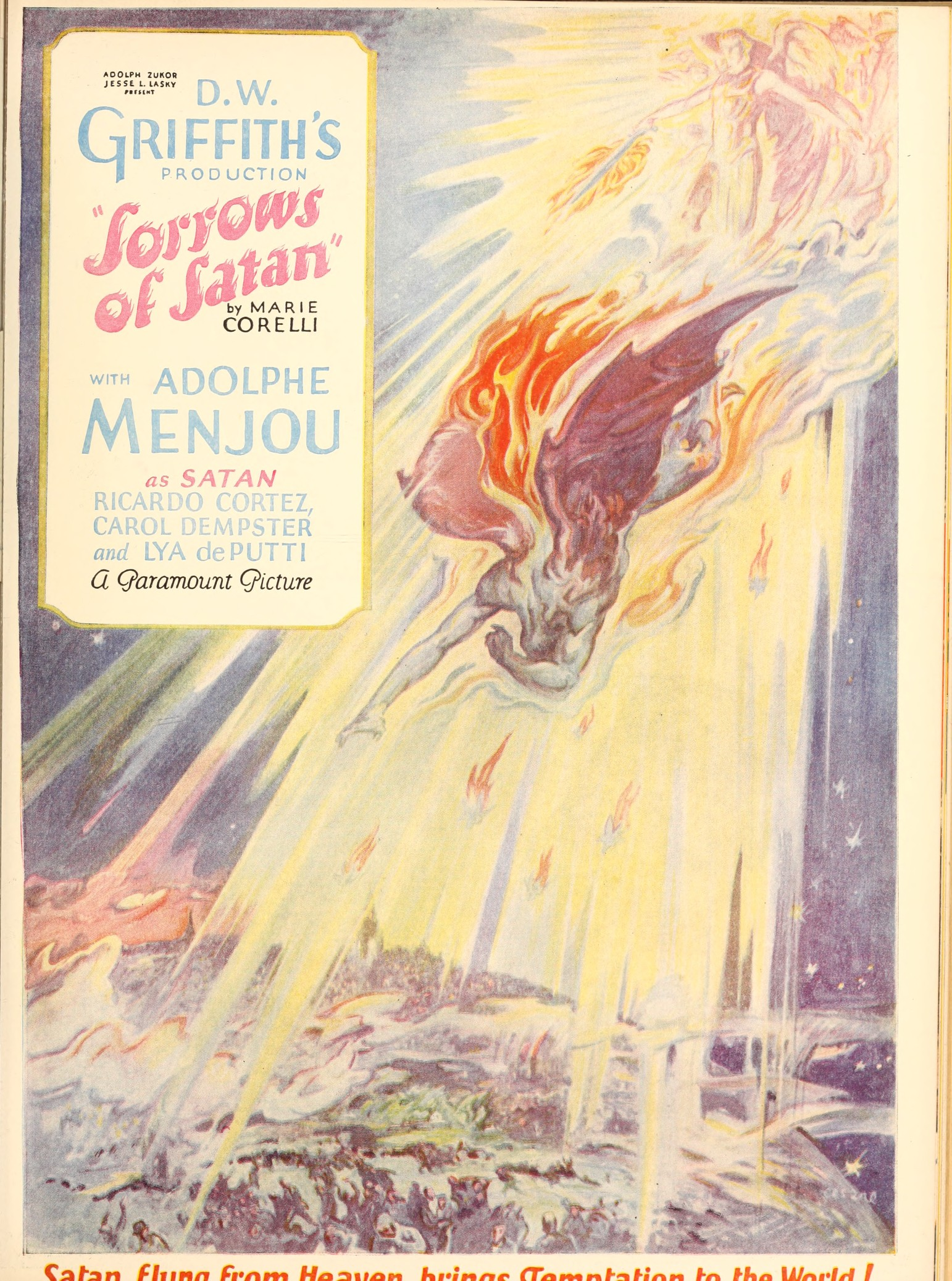
Autre annonce du film dans Motion Picture News.

Les Chagrins de Satan (The Sorrows of Satan) est un film américain réalisé par D. W. Griffith, sorti en 1926.

## Fiche technique
- Titre original : The Sorrows of Satan
- Titre français : Les Chagrins de Satan
- Réalisation : D. W. Griffith
- Scénario : John Russell et George C. Hull d'après un roman de Marie Corelli
- Décors : Charles M. Kirk
- Photographie : Harry Fischbeck
- Musique : Hugo Riesenfeld
- Production : D. W. Griffith
- Pays d'origine :  États-Unis
- Format : noir et blanc - 35 mm — 1,33:1 - film muet
- Durée : 90 minutes
- Date de sortie : 
  - États-Unis : 12 octobre 1926

## Distribution
- Adolphe Menjou : Prince Lucio de Rimanez
- Ricardo Cortez : Geoffrey Tempest, jeune écrivain
- Carol Dempster : Mavis Claire, jeune étudiante
- Lya De Putti : Princesse Olga Godovsky
- Ivan Lebedeff
- Marcia Harris
- Lawrence D'Orsay
- Nellie Savage